# Iphigénie en Tauride (Piccinni)
Iphigénie en Tauride és una òpera en quatre actes composta per Niccolò Piccinni sobre un llibret francès d'Alphonse du Congé Dubreuil, basat en la tragèdia homònima de Claude Guimond de La Touche. S'estrenà a l'Opéra de París el 23 de gener de 1781.

## Origen i context
S'estrenà un any i vuit mesos després de l'obra homònima de Gluck, el seu rival. Aquesta òpera va marcar el clímax de la lluita entre els defensors de Piccinni i els de Gluck. Piccinni havia estat cridat a París a mitjans dels anys 1770 com a rival del compositor alemany, el qual ja havia triomfat a la capital francesa amb les seves òperes.
Les discussions sobre els mèrits respectius dels seus herois es van encendre entre els "gluckistes" i els "piccinnistes", tot i que els compositors en si van mostrar menys entusiasme per la lluita. Quan Gluck va saber que Piccinni estava musicant el mateix llibret que ell, va abandonar el treball en la seva partitura. Per la seva banda, Piccinni era un gran admirador de la música de Gluck i era reticent a desafiar-lo. Malgrat tot, en 1778 el director de l'Òpera de París, De Vismes du Valgay, finalment va aconseguir arreglar un desafiament directe quan va convèncer els compositors que escrivissin una òpera sobre el mateix tema, però no el mateix llibret: Iphigénie en Tauride.
Piccinni va acceptar amb la condició que la seva versió es representés en primer lloc. Al final va resultar que problemes amb la qualitat del llibret (i, possiblement, maniobres polítiques entre bastidors) va donar lloc al fet que l'òpera de Gluck fos la primera a estrenar-se al maig de 1779. La Iphigénie en Tauride de Gluck va ser immediatament aclamada com una obra mestra. L'èxit del seu rival va fer que Piccinni retardés la seva pròpia òpera encara més i només any i mig després va presentar la seva versió al públic parisenc. La reacció va ser tèbia, encara que una reposició en 1785 va ser rebuda més favorablement.

## Argument
La trama és molt semblant a la de l'òpera de Gluck. La principal diferència és que en la versió de Piccinni el rei Thoas està enamorat d'Ifigènia i en conseqüència és un personatge menys "bàrbar".

## Repartiment estrena

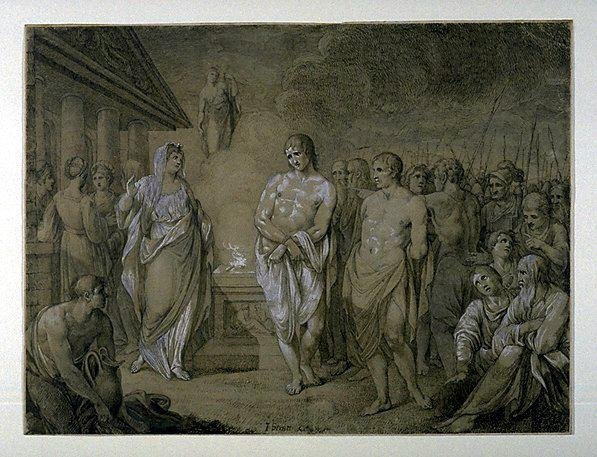
Orestes i Pílades davant Ifigènia, per Joseph Strutt

| Personatge                                  | Tessitura    | Elenc de l'estrena, 23 de gener de 1781 (Director: Jean-Baptiste Rey) |
| ------------------------------------------- | ------------ | --------------------------------------------------------------------- |
| Iphigénie (Ifigènia), sacerdotessa de Diana | soprano      | Marie-Joséphine Laguerre                                              |
| Oreste (Orestes)                            | baríton      | Henri Larrivée                                                        |
| Pylade (Pílades)                            | haute-contre | Joseph Legros                                                         |
| Thoas, rei d'Escítia                        | baríton      | François Laÿs                                                         |
| Diane (Diana)                               | soprano      | Mlle Chateauvieux                                                     |
| Elise                                       | soprano      | Suzanne Joinville                                                     |
| Prêtre (sacerdot)                           | tenor        | Étienne Lainez                                                        |

## Enregistraments
- Iphigénie en Tauride, solistes, cor i orquestra del Teatro Petruzzelli, Bari, dirigit per Donato Renzetti (Fonit Cetra, 1986) (una gravació de la primera reposició moderna)